# 서회옥
수화이위(徐懷鈺, 1979년 3월 3일 ~ )는 대만의 가수 겸 배우이다.

## 출연작

### 드라마
- 2003년 타이완 텔레비전 공사 일요드라마 《심동열차》 - 양쯔 역
- 2008년 타이완 텔레비전 공사 일요드라마 《행복포수》- 아이징 역
- 2009년 광시 위성 텔레비전 미려극장 《경자풍운》- 하소운 역
- 2019년 아이치이 웹드라마 《아재미래등니》 - 본인 역

### 방송
- 1999년 MBC 《섹션TV 연예통신》 (한국예능 첫 출연)